# Saša Marković
Saša Marković, cyr. Саша Марковић (ur. 13 marca 1991 w Brusie) – serbski piłkarz występujący na pozycji defensywnego pomocnika. Obecnie jest zawodnikiem Córdoby CF.
Jest wychowankiem Partizana Belgrad. W 2007 roku przeniósł się do juniorskiej drużyny lokalnego rywala, OFK Beograd. Do kadry pierwszego zespołu został włączony w 2009 roku. Jego debiut w rozgrywkach Super liga Srbije miał miejsce 26 kwietnia 2009 roku w meczu z Partizanem (1:4). W 2010 roku zadebiutował w reprezentacji Serbii U-21. Po sezonie 2010/2011 powrócił do swej macierzystej drużyny za kwotę 300 000 euro.